# 罗星草
罗星草（学名：Canscora melastomacea）为龙胆科穿心草属下的一个种。